# Världsmästerskapet i schack 2004
Världsmästerskapet i schack 2004 var en titelmatch mellan den regerande världsmästaren Vladimir Kramnik och utmanaren Péter Lékó. Den spelades i Brissago i Schweiz mellan den 25 september och den 18 oktober 2004. Matchen spelades över 14 partier och slutade oavgjort 7–7 vilket innebar att Kramnik behöll världsmästartiteln.

## Bakgrund
Matchen spelades under den tid då VM-titeln var splittrad mellan den ”klassiska” världsmästaren, som hade besegrat den föregående i en match, och FIDE-världsmästaren, som var vinnaren av FIDE:s VM-turneringar.
Denna match gällde den klassiska titeln och var ett steg på vägen till den återförening av titeln som skedde 2006.
Trots att utmanaren i matchen var klar redan sommaren 2002 dröjde det till 2004 innan matchen kom till stånd, på grund av problem att hitta sponsorer.

## Kandidatturneringen
Den årliga turneringen i Dortmund (Dortmund Sparkassen Chess Meeting) fungerade som kandidatturnering för att utse en utmanare till Kramnik. Turneringen spelades den 6 till 21 juli 2002. De högst rankade spelarna var inbjudna, men Garri Kasparov, Viswanathan Anand, Ruslan Ponomarjov och Vasyl Ivantjuk tackade nej. Tysken Christopher Lutz (som inte tillhörde de högst rankade) fick ett wild card av arrangören.
De åtta deltagarna delades först i två grupper om fyra där alla mötte alla två gånger.
|   | Namn             | Elo-rating juli 2002 | Poäng |
| - | ---------------- | -------------------- | ----- |
| 1 | Alexej Sjirov    | 2697                 | 4     |
| 2 | Veselin Topalov  | 2745                 | 4     |
| 3 | Boris Gelfand    | 2710                 | 2½    |
| 4 | Christopher Lutz | 2655                 | 1½    |

|   | Namn                 | Elo-rating juli 2002 | Poäng |
| - | -------------------- | -------------------- | ----- |
| 1 | Evgenij Barejev      | 2726                 | 4     |
| 2 | Péter Lékó           | 2722                 | 3½    |
| 3 | Michael Adams        | 2752                 | 2½    |
| 4 | Aleksandr Morozevitj | 2716                 | 2     |

Därefter spelade de två främsta i varje grupp utslagsmatcher. Varje match spelades som bäst av fyra partier, med två snabbschackspartier som tie-break vid oavgjort resultat.
|  | Semifinaler     | Semifinaler     |    |            | Final | Final |  |  |  |  |
|  |                 |                 |    |            |       |       |  |  |  |  |
|  | Péter Lékó      | 2½              |    |            |       |       |  |  |  |  |
|  | Alexej Sjirov   | ½               |    |            |       |       |  |  |  |  |
|  | Alexej Sjirov   | ½               |    | Péter Lékó | 2½    |       |  |  |  |  |
|  |                 |                 |    | Péter Lékó | 2½    |       |  |  |  |  |
|  |                 | Veselin Topalov | 1½ |            |       |       |  |  |  |  |
|  | Veselin Topalov | Veselin Topalov | 1½ | 2 (1½)     |       |       |  |  |  |  |
|  | Veselin Topalov |                 |    | 2 (1½)     |       |       |  |  |  |  |
|  | Evgenij Barejev | 2 (½)           |    |            |       |       |  |  |  |  |

Lékó, som vann finalen, kvalificerade sig för titelmatchen mot Kramnik.

## Regler
Titelmatchen spelades över 14 partier. Om matchen slutade oavgjord så behöll den regerande mästaren titeln.

## Resultat
| Namn             | Rating | Parti | Parti | Parti | Parti | Parti | Parti | Parti | Parti | Parti | Parti | Parti | Parti | Parti | Parti | Poäng |
| Namn             | Rating | 1     | 2     | 3     | 4     | 5     | 6     | 7     | 8     | 9     | 10    | 11    | 12    | 13    | 14    | Poäng |
| ---------------- | ------ | ----- | ----- | ----- | ----- | ----- | ----- | ----- | ----- | ----- | ----- | ----- | ----- | ----- | ----- | ----- |
| Vladimir Kramnik | 2770   | 1     | ½     | ½     | ½     | 0     | ½     | ½     | 0     | ½     | ½     | ½     | ½     | ½     | 1     | 7     |
| Péter Lékó       | 2741   | 0     | ½     | ½     | ½     | 1     | ½     | ½     | 1     | ½     | ½     | ½     | ½     | ½     | 0     | 7     |

Efter en förlust med vit i första partiet så vände Lékó matchen med segrar i femte och åttonde partierna, men Kramnik kom tillbaka och vann det allra sista partiet för att utjämna matchen och behålla titeln.